# NemID
 Ikke at forveksle med NemLogin.
NemID var en fælles log-in-løsning til danske netbanker og offentlige hjemmesider. NemID blev drevet af firmaet Nets DanID A/S og blev brugt i perioden fra 1. juli 2010 til 31. oktober 2023.
Tanken var, at man skulle kunne bruge NemID til at logge ind på de institutioner, der havde tilsluttet sig ordningen. Man skulle dog have et OCES-certifikat for at få en offentlig digital signatur. Man skulle kunne logge på med NemID fra en hvilken som helst computer, både i Danmark og i udlandet. Et af kravene var, at der skulle være to-faktor-autentificering. For at imødekomme dette krav havde man i første omgang valgt, at brugerne skulle benytte både en adgangskode (den ene faktor) og et nøglekort med engangskoder (den anden faktor).
Modsat andre fælles log-in-løsninger, så som Googles og Facebooks, så var NemID ikke baseret på en kryptologisk garanti. Mens sikkerheden i for eksempel Googles fælles log-in-løsning er baseret på HTTPS, i det man skal bruge domænenavnet til at sikre sig, at man sender sit Google-password til Google (trusted third party), så var NemID baseret på at man indtastet sit NemID-password på vilkårlige websider, og så håber at disse sider ikke ville stjæle ens NemID-password.
I efteråret 2014 blev det opgjort, at 9 ud af 10 danskere havde NemID, hvor tallet var 8 ud af 10 to år før.
NemID blev erstattet af MitID i løbet af 2021-23.

## Baggrund
I 2003 fik TDC opgaven med den første udgave af Digital signatur i de første fem år, og IT- og Telestyrelsen skulle udbyde opgaven igen. De opstillede følgende mål for forbedring: Sikkerhed, brugervenlighed, mobilitet og udbredelse. I udbuddets start var fire konsortier med. Disse bestod af forskellige kombinationer af virksomhederne TDC, KMD, IBM, Post Danmark, EDB Gruppen og PBS, hvor fx TDC var med i tre grupper og PBS i to[kilde mangler].  Undervejs faldt nogle fra, og TDC og PBS fandt sammen om et fælles bud. Ved deadline for bud på opgaven i november 2007 var det kun TDC og PBS, der kom med et bud.
Samtidig var bankerne gået sammen om en ny fælles login-løsning til netbanker til erstatning for nøglefiler, som var blevet meget sårbare for elektroniske trojanske heste. Antallet af angreb på netbanker var blevet større. Bankerne og deres datacentre havde som modtræk lavet løsninger som bl.a. SMS-koder eller låsning af nøglefilen til den enkelte pc.

### DanID indgik aftale
TDC og PBS dannede "Selskabet af 24. august 2007" til udbuddet og som forhandler med IT- og Telestyrelsen om kontrakten, og i juni 2008 blev aftalen indgået. Samtidig trådte TDC ud af selskabet og overdrog alle medarbejdere og aktiver til selskabet. Den 25. juni 2008 blev aftalen og det nye navn på selskabet, "DanID", offentliggjort. Efter et par forsinkelser, som først skyldtes, at forhandlingerne trak ud og senere, at bankerne ville have mere tid til at teste systemet, blev systemet taget i brug den 1. juli 2010.

## Teknikken
Systemet bestod af to uafhængige[kilde mangler] systemer. En OCES-certifikatautoritet, kaldet "OCES CA", samt et system til håndtering af brugerne, de private nøgler og adgangen til netbanker.[kilde mangler]

### OCES CA
OCES CA håndteret processerne omkring udstedelse af certifikater ved signering af offentlige nøgler og administration af certifikater derefter. Her var der mulighed for, bl.a. via protokollen LDAP, at slå op om et certifikat stadig var gyldigt eller var blevet spærret. Man kunne også søge efter certifikater via e-mailadresse til brug for kryptering og signering af e-mails. Derudover havde autoriserede myndigheder og firmaer adgang til en service, via hvilken man kunne slå et CPR-nummer op ud fra certifikatets løbenummer, det såkaldte pid.
Ved udstedelsen af certifikater skete der opslag i CPR-registret samt eventuelt i kørekort- og pasoplysninger til bekræftelse af personens identitet.[kilde mangler]
Systemet kunne håndtere både NemID og en særlig hardwareløsning, hvor den private nøgle kunne lagres lokalt i stedet for at blive lagret centralt hos DanID.[kilde mangler]

### NemID
Det andet system, som brugerne normalt havde kontakt til, er selve NemID-systemet. Det består af to delsystemer:
- Et system til udstedelse af engangscertifikater, som bruges over for netbanker.
- Et system til central lagring af de private nøgler til OCES-certifikater.

Håndtering af nøgler skete i nogle moduler, såkaldte "hardware security modules" (forkortet HSM), som er en speciel type hardware, der er certificeret efter standarden NIST FIPS 140-2 level 4 til formålet. Det er et lukket system, hvor al kommunikation ind og ud er krypteret; også håndtering af data internt sker med kryptering. Det gælder også over for det disksystem, hvor data lagres, hvor backup af diske sker med de krypterede data.
Også ved login til systemet var der sikret med flere lag kryptering. I den SSL-forbindelse, som dannes til NemID, tjekkes bruger og adgangkode via en Secure Remote Password-protokol imellem Java-applet og NemID´s HSM. Med denne protokol tjekkes, at brugeren havde det rigtige password, men uden at NemID havde det virkelige password. Som den anden faktor bruges igen Secure Remote Password-protokollen til at verificere engangskoden fra nøglekortet.
Brugerens adgangskode blev også brugt til at udregne den nøgle, der skulle bruges til at åbne brugerens private nøgler. Det vil sige, at NemID eller andre ikke havde adgang til de private nøgler på det centrale system. Når man skulle oprettet en forbindelse til en service, dannede browser og Java-applet en sessionsnøgle. Den nøgle, og kun den, blev så sendt til NemID, hvor nøglen blev signeret med den private nøgle. Det gjaldt, når en bruger skulle sende en e-mail, der skule signeres. Omvendt, når en e-mail skulle afkodes, blev den krypterede sessionsnøgle sendt til NemID, som tilbageleverede sessionsnøglen til at åbne det kodede dokument i e-mailen.

## Underskrift af gældsbreve
I 2013 dømte både Østre og Vestre Landsret, at digitale underskrifter med NemID ikke var gyldige på gældsbreve. Så hvis en bank havde lånt penge ud på baggrund af en digital underskrift med NemID, kunne banken altså ikke få pengene tilbage gennem tvang via Fogedretten. Dette førte til ny lovgivning.
I 2019 dømte højesteret i "Om tvangsfuldbyrdelse på grundlag af digitale gældsbreve" at tvangsfuldbyrdelse kunne ske, selv om brugerne var blevet tvunget til at udlevere deres koder, hvis brugerne have handlet uagtsomt.

## Kritik
Det har været kritiseret at NemID ikke var designet til faktisk at give meningsfuld sikkerhed, eller følge basal best practice. Følgende er udtalelser fra Danmarks to førende professorer i kryptologi, givet i kontekst af artiklen "NemID er ikke kryptologisk sikker - og myndighederne er ligeglade":
| Citat | Jeg har fremlagt dette for professor Lars R. Knudsen, som er en internationalt anerkendt kryptolog og leder af DTU's kryptologi-gruppe. Knudsen er enig i at NemID har et reelt sikkerhedshul, som ikke findes i andre browser-baserede single sign-on systemer, såsom Google's, og han ”finder det besynderligt at Nets ignorerer dette problem”. | Citat |
|       | |       |

| Citat               | Når man beder folk om at taste et password på en webside, så bør man bruge de teknologiske muligheder der findes for at bekræfte identiteten af den webside, der får udleveret passwordet. Det vil i praksis sige TLS som findes i alle moderne browsere. Løsningen er på ingen måde perfekt eller ubrydelig, men klart bedre end ingenting. Det er derfor svært at forstå hvorfor NemID ikke bruger den mulighed. | Citat |
| Ivan Bjerre Damgård | |       |

### Overholdelse af persondatalove
Adspurgt om professor Lars R. Knudsens udtalelse om sikkerheden i NemID har Kammeradvokatens ekspert i persondataret, Kirsten Petersen, udtalt at hvis der var et åbent sikkerhedshul i NemID, så overholder data bag et NemID-login hverken den gamle persondatalov eller GDPR.

### Diverse
Der var en del kritik af DanID's håndtering af NemID.
Mange var utrygge ved, at de private nøgler lå på et centralt system. Spørgsmålet var, om det blev misbrugt, selvom systemet var udformet, så det kun var brugerens adgangskode, der åbnede for den private nøgle. Det har været et krav fra IT- og Telestyrelsen, at ved ''denne'' version af "Digital Signatur" skulle den private nøgle være beskyttet af en hardware-løsning. Det vil sige, at den gamle digitale signatur med en nøglefil blev udfaset.
En hardware-løsning kunne udføres på to måder: Centralt med HSM-enheder eller decentralt med Smartcard. Den sidste løsning med smartcards, hvor al håndtering af den private nøgle sker inde i et kort, der er certificeret til formålet. DanID skulle her kun direkte inddrages, når den offentlige nøgle skulle signeres. Denne løsning skulle have været på plads i slutningen af 2010., men er blevet udskudt til andet kvartal 2011.

### Forholdet til lov om elektroniske signaturer
Det andet forhold – som delvis hænger sammen med opbevaring af de private nøgler – var, om systemet skulle overholde "Lov om elektroniske signaturer",,. Fra IT- og Telestyrelsens side var det ikke et mål, at NemID skulle overholde denne lov, som kun gælder for kvalificerede certifikater.[kilde mangler] Ved kvalificerede certifikater er der større krav til kontrol af identitet, samt håndtering af nøgler og certifikater. Lovgivningen bygger på et EU-direktiv fra 1999.[kilde mangler] Dog ville NemID efterhånden trinvis nærme sig de krav.[kilde mangler]
Som et trin i retning af et forøget niveau til kvalificerede certifikater skrev juraprofessor Henrik Udsen et notat for DanID, hvori han undersøgte de juridiske muligheder for at opfylde kravene til kvalificerede certifikater med et system med central opbevaring af private nøgler. Hans konklusion var, at det kan lade sig gøre,. Men han har ikke i notatet taget stilling til, om det daværende NemID-system opfyldte kravene til at kunne håndtere kvalificerede certifikater.[kilde mangler]

### Kritik fra IT-Politisk Forening
I august 2010 kom IT-Politisk Forening med en kritik af, at DanID havde valgt en løsning med signerede Java-appletter. Signerede Java-appletter har på brugerens pc fulde læse- og skriverettigheder. DanID bruge disse rettigheder til 1) mellemlagring (caching), 2) at gemme en log på brugernes pc'er, samt 3) håndtering af dokumenter, der skal signeres med digital signatur[kilde mangler]. IT-Politisk Forening hævede, at applet-løsningen gav tjenesteudbydere såsom banker, myndigheder og andre virksomheder potentiel adgang til at aflure information hos brugeren og øvrige tjenesteudbydere, som brugeren har haft kontakt med. Artiklen i Børsen gav indtryk af, at IT-Politisk Forening hævder, at alle sider, som brugte NemID, fik adgang til brugerens computer. Men på IT-Politisk Forenings egen side om problemet blev det gjort klart, at det kun var DanID, som havde haft adgang til brugerens private dokumenter på harddisken via NemID.
DanID påstod, at tjenesteudbydere ikke kunne få adgang til brugernes maskiner. Appletten til NemID kom fra DanID-maskinerne på tjenesteudbyderens initiativ, og kun en signeret applet fra DanID kunne kommunikere med DanID's server. Serviceudbyderen fik fra appletten kun en besked, der er signeret med brugerens signatur.
 Derudover tilbød de at lade andre tjekke koden efter en debat på version2.dk. IT-Politisk Forening påpeget dog, at et sådant tjek af kildekoden ikke kunne forhindre DanID i efterfølgende at lægge en ny og ændret version af appletten op på deres server. Kildekoden til den nye version vil ikke være kontrolleret, og brugernes computere vil downloade og køre den nye version automatisk, uden at brugerne ved, at det ikke er den tidligere tjekkede version, de benytter.

### Brug af Java
Det har også været kritiseret, at NemID kræver, at brugeren har Java installeret. Java har historisk haft sikkerhedshuller, og der findes malware, som angriber Java. Således risikerer man, at ens computer kan bliver overtaget via et sikkerhedshul i Java, blot ved at besøge en hjemmeside med en browser, som understøtter Java, hvis enten der er et Zero Day sikkerhedshul i Java, eller hvis brugeren ikke har holdt Java opdateret. Sikkerhedseksperten Thomas Kristensen fra Secunia mener, at brugen af Java er er unødvendig for NemID, og at de burde bruge et almindelig webinterface i stedet.
 "[Valget af Java til NemID] har sørget for, at software, som ligger på top 5 over hackernes favoritsoftware til at komme ind på folks maskiner, er tvunget ned i halsen på brugerne og er på deres maskiner".

 — Thomas Kristensen, Version2
Desuden giver brugen af Java supportproblemer. Ud over Java-installationer, som ikke er opsat rigtigt, så er Java's 2D-hardwareacceleration tilsyneladende inkompatibelt med nogle gamle grafikkort (eller grafikkort-drivere).
I 2014 skiftede NemID fra Java til JavaScript, ikke mindst fordi Java-afhængigheden forhindrede brug af NemID på mobile enheder, der sjældent var i stand til at afvikle Java-applets.

### Sikkerhedsproblemer ved valg af top-level-domæne
DanID har valgt at placere NemID på domænet nemid.nu, som tilhører stillehavsøen Niue, og ikke på det danske domæne nemid.dk. Dette har fra starten givet anledning til forvirring. Nemid.dk ejes af et andet privat firma, Assemble, som intet har med DanID og NemID at gøre. Stillehavsøen Niue, som kontrollerer topniveaudomænet .nu, som nemid.nu hører under, har desuden været kritiseret for ikke at yde tilstrækkelig juridisk sikkerhed omkring ejerskab af domæner.

### Anden kritik
Derudover har været en del kritik af brug af papkort til engangskoder. Nogle mener, det er et trin tilbage at bruge pap, når der findes elektroniske enheder til formålet. DanID vil i løbet 2011 tilbyde en løsning.
Endvidere blev der, allerede før NemID blev lanceret, advaret imod, at løsningen muliggjorde såkaldte mand-i-midten-angreb (man-in-the-middle-angreb), så it-kriminelle har mulighed for at misbruge offerets bankkonti. DanID afviste påstanden, men kritikken har vist sig at være berettiget, og antallet af netbankindbrud er stigende.
Løsningen er i visse[kilde mangler] tekniske kredse ikke særlig populær. Der blev oprettet en "nej til nemid" Arkiveret 23. august 2011 hos  Wayback Machine-hjemmeside. Den er ikke længere aktiv.
Yderligere "vandt" NemID titlen som Årets it-fuser 2010 hos Computerworld.,

## Hændelser
Der har været flere situationer, hvor DanID har gjort noget, som ikke var hensigtsmæssigt. Fx har de givet et NemID for en helt anden person til en gymnasieelev og givet et NemID til en skoleelev uden netbank.
En andet problem er, at der flere gange er blevet afsendt brev med nøglekort samtidig med koderne til aktivering af NemID-kontoen. Den første gang i august 2010 berørte det 27.611 certifikater, som efterfølgende skulle spærres efter krav fra Datatilsynet. Midt i september 2010 blev 17.261 konti spærret, som ikke i forvejen var blevet spærret..
Allerede den 17. september 2010 var der igen problemer, hvor printleverandøren, pga. en produktionsfejl et par dage før, sendte både nøglekort og brev med adgangskoder samtidig til 3.604 borgere. For at forhindre gentagelse af denne fejl blev der udviklet en applikation, som automatisk skulle forskyde afsendelsen af breve, og den manuelle kontrol blev fjernet, hvilket dog ikke fangede alle tilfælde. DanID måtte sende nye breve til 3.403 brugere, der havde genbestilt i perioden fra den 18. november til den 22. december 2010.
NemID har også haft tekniske driftsproblemer.

## NemID nøgleapp
Tirsdag, 29. maj 2018 lancerede Digitaliseringsstyrelsen og Finans Danmark NemID nøgleapp, som supplement til det hidtidige nøglekort og nøgleviser.